# Mayetiini
Mayetiini es una tribu de estafilínidos (Staphylinidae). Sus 3 géneros se distribuyen por el paleártico (excepto las zonas polares) y la región indomalaya.

## Géneros
Se reconocen los siguientes:
- Mayetia Mulsant & Rey, 1875
- Typhloleptodes Jeannel, 1953
- Typhloleptus Jeannel, 1951